# Tristán Solarte
Tristán Solarte (Bocas del Toro, 1 de junio de 1924-Ciudad de Panamá, 24 de febrero de 2019), seudónimo de Guillermo Sánchez Borbón, fue un escritor y periodista panameño, ganador de múltiples premios y reconocimientos tanto en Panamá como en el extranjero. Junto a Joaquín Beleño fue uno de los más destacados escritores realistas panameños.

## Biografía
Realizó estudios primarios en su ciudad natal, y luego viajó a Costa Rica, donde ingresó en el Seminario Menor, el cual tenía un alto nivel de exigencias. Su programa incluía —entre otras asignaturas— lenguas clásicas y modernas, de ahí que pudo aprender el latín, así como su dominio del inglés.
Puesto que el Seminario Mayor formaba sacerdotes, y no era esa su vocación, Sánchez Borbón decidió completar el bachillerato en el colegio Domingo Faustino Sarmiento, donde alcanzó también una excelente formación. Al finalizar el bachillerato se matriculó en Humanidades en la Universidad de Costa Rica.
Regresó a Panamá y ejerció durante varios años su profesión de técnico de laboratorio. Luego tuvo la oportunidad de recorrer todo el país, pues desempeñaba un cargo en el censo de 1950. Así logró un conocimiento directo de las condiciones de vida del pueblo. Viajó después por las Antillas, Cuba y Jamaica, y de allí, a varios países de Europa. El contacto con la cultura europea configuró para él una visión global del mundo, útil para el desarrollo de un criterio maduro y fundamentado acerca de las contradicciones y las conquistas de la humanidad en el siglo XX. Luego asistió como representante de Panamá, invitado por la Universidad de Concepción, en Chile, al Congreso de literatos. Fue Canciller en el Consulado de Panamá en Buenos Aires, donde trabó amistad con Jorge Luis Borges y Ernesto Sabato. Vivió una temporada en México y regresó después a Costa Rica, para trabajar en la Editorial Universitaria Centroamericana. Reinició estudios de ciencias políticas y de sociología; también estudió en la Universidad de Costa Rica el fenómeno del nazismo.
Esa rica trayectoria vital fue base sólida sobre la cual se asentó su firmeza de conocimiento y su experiencia, así como su extraordinaria capacidad para el ejercicio del periodismo de orientación. Durante muchos años ejerció el periodismo de opinión, en la columna "En pocas palabras" del diario La Prensa, lo que le costó persecuciones políticas durante la dictadura de Manuel Antonio Noriega. El 29 de abril de 1984 fue atacado físicamente por individuos posteriormente identificados como miembros de "Séptima Fuerza", grupo paramilitar de la Guardia Nacional. La oportuna intervención de un colega le salvó entonces la vida. Este suceso, sin embargo, no impidió que continuara publicando su columna, en la que apareció, entre otras revelaciones, una entrevista que presentaba oscuros detalles de la muerte de Hugo Spadafora.
Guillermo Sánchez Borbón se erigió como figura destacada en el ámbito de la literatura y del periodismo; como literato, por su calidad e ingenio, que lo hicieron merecedor de múltiples reconocimientos; como periodista, por su labor crítica durante los momentos más onerosos de la dictadura militar en Panamá, aun con riesgo de su vida. Con tal labor aportó a la historia contemporánea panameña gran cantidad de información referente a ese periodo.
Su realismo no es el descriptivo del siglo XIX, sino que la novela aparece como algo con vida propia sin el narrador omnisciente que todo lo sabe; de esta manera, autor, lector y personajes se necesitan para tratar de entender una realidad que se presenta como absurda, de ahí la imposibilidad de su lógica descripción. En su novela más conocida, El ahogado (Buenos Aires, 1962), el asesinato de un artista adolescente le sirve para evocar la vida y la historia de las gentes más humildes de Panamá, con acentos poéticos y misteriosos, características, estas últimas, que vuelven a aparecer en Confesiones de un magistrado (Panamá, 1968). 
Además de esta obra narrativa, Tristán Solarte tuvo una obra poética, entre cuyos libros más significativos figuran: Voces y paisajes de vida y muerte (1955) y Evocaciones (1968). Ganó en varias ocasiones el Concurso Nacional de Literatura Ricardo Miró en su natal Panamá.

## Obras

### Novela
- 1951: El guitarrista (Premio Ricardo Miró 1954 )
- 1957: El Ahogado  (Premio Ricardo Miró 1957 )
- 1968: Confesiones de un magistrado
- 2000: La serpiente de cristal

## Premios y condecoraciones
- En 2001 recibe la Orden al Mérito Intelectual  por parte de la Academia Panameña de la Lengua, honor otorgado sólo anteriormente a Rogelio Sinán [2]

- En 2007 recibe el "Premio a la Excelencia en las Artes" otorgado por el Museo de Arte Contemporáneo[3]

- Por su labor de concientización cívica y por la calidad de sus escritos, Sánchez Borbón fue distinguido con el Premio Internacional de Periodismo María Moors Cabot.

- Miembro de Número de la Academia Panameña de la Lengua. Es el único autor panameño que figura en el catálogo Mil libros, que selecciona los mil mejores libros de la literatura universal.

- En 2004, por su reconocida trayectoria literaria, recibió la Condecoración Rogelio Sinán.[4]

- En 2008 fue candidato al premio Reina Sofía de poesía iberoamericana.

- En enero de 2019 fue condecorado con la Orden de Manuel Amador Guerrero en grado de Gran Oficial.[5]